# Khoresht

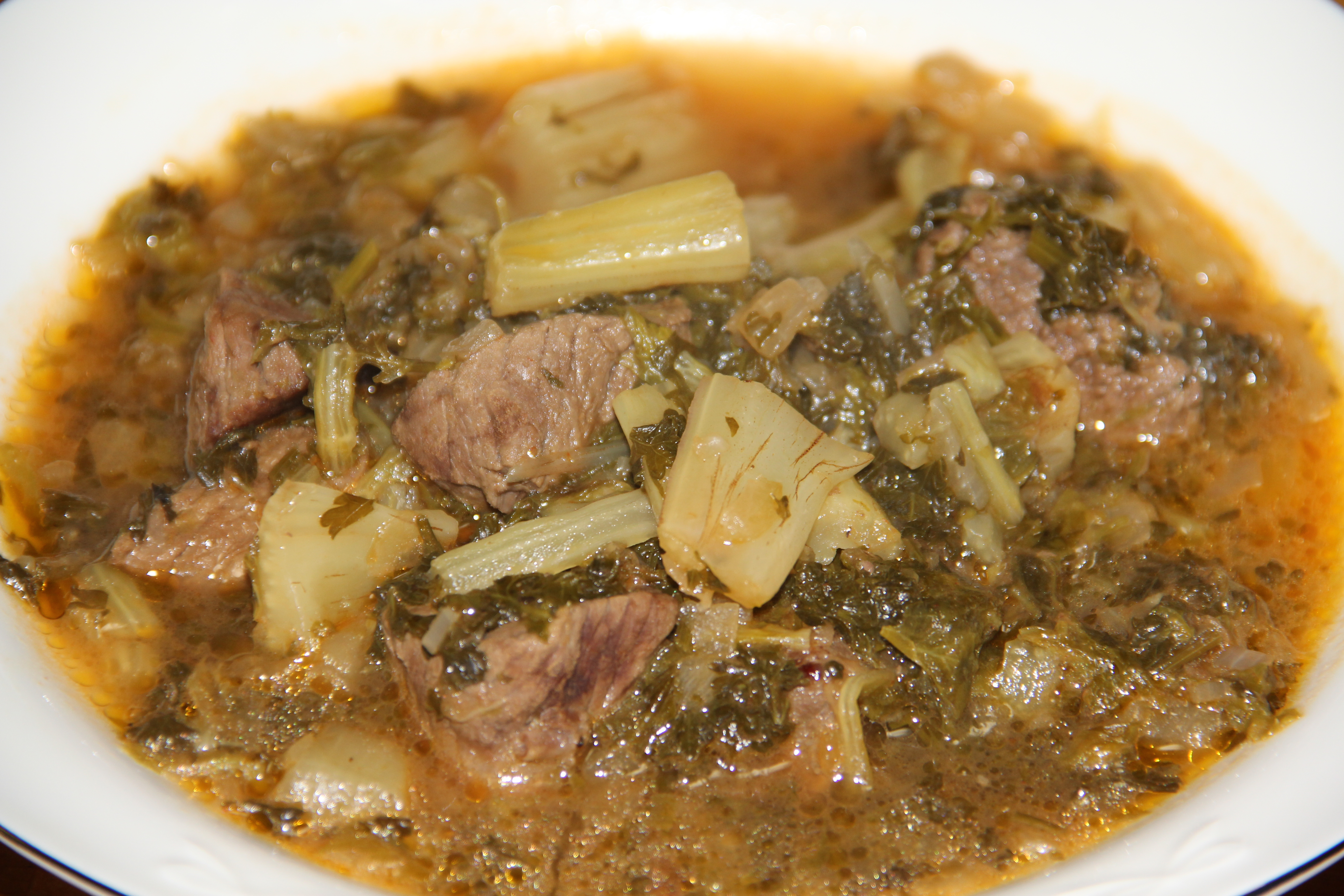
Choresch-e Karafs mit Sellerie

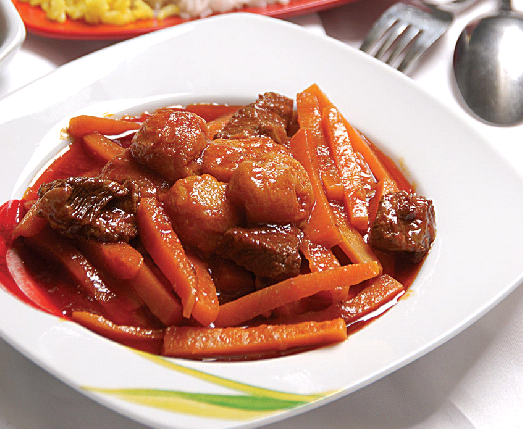
Khoresht-e Havij

Khoresht, auch Chorescht, Choresch oder Khoresh (persisch خورش), ist ein persischer Oberbegriff für Eintopfgerichte in der persischen Küche. Das Wort ist ein Substantiv des persischen Verbs خوردن chordan, deutsch ‚essen‘ und bedeutet wörtlich ‚Mahlzeit‘.
Persische Eintöpfe werden normalerweise mit Reis serviert. Für die Zubereitung wird reichlich Safran verwendet, um einen unverwechselbaren Geschmack und Duft zu erzielen. Die bekanntesten Eintöpfe sind Khoresht-e Gheimeh, Ghormeh Sabzi, Yakhini und Khoresht-e Fesenjan.